# UFC Fight Night: Vieira vs. Tate
UFC Fight Night: Vieira vs. Tate（ユーエフシー・ファイトナイト：ヴィエラ・バーサス・テイト、別名UFC Fight Night 198、UFC on ESPN+ 56）は、アメリカ合衆国の総合格闘技団体「UFC」の大会の一つ。2021年11月20日、ネバダ州ラスベガスのUFC APEXで開催された。

## 大会概要
本大会はケトレン・ヴィエラとミーシャ・テイトの女子バンタム級戦が組まれた。

## 試合結果

### プレリミナリーカード
第1試合 女子ストロー級 5分3R
○  ルアナ・ピニェーロ vs.  サム・ヒューズ ×
3R終了 判定3-0（30-27、30-27、29-28）
第2試合 フェザー級 5分3R
○  シャイラン・ヌアダンビク vs.  ショーン・ソリアーノ ×
3R終了 判定3-0（29-28、29-28、29-28）
第3試合 フライ級 5分3R
○  コーディ・ダーデン vs.  アオリ・チロン ×
3R終了 判定3-0（29-28、29-28、29-28）
第4試合 女子ストロー級 5分3R
○  ルーピー・ゴディネス vs.  ロマ・ルックブーンミー ×
3R終了 判定3-0（29-28、29-28、29-28）
第5試合 ライト級 5分3R
○  ラファ・ガルシア vs.  ナタン・レビー ×
3R終了 判定3-0（29-28、29-28、29-28）
第6試合 フェザー級 5分3R
○  パット・サバティーニ vs.  タッカー・ラッツ ×
3R終了 判定3-0（30-26、30-27、30-27）

### メインカード
第7試合 バンタム級 5分3R
○  エイドリアン・ヤネス vs.  デイビー・グラント ×
3R終了 判定2-1（27-30、29-28、29-28）
第8試合 バンタム級 5分3R
○  ハニ・ヤヒーラ vs.  カン・ギョンホ ×
3R終了 判定3-0（29-28、29-28、29-28）
第9試合 女子フライ級 5分3R
○  タイラ・サントス vs.  ジョアン・ウッド ×
1R 4:49 リアネイキドチョーク
第10試合 ウェルター級 5分3R
○  ショーン・ブレイディ vs.  マイケル・キエーザ ×
3R終了 判定3-0（29-28、29-28、29-28）
第11試合 女子バンタム級 5分5R
○  ケトレン・ヴィエラ vs.  ミーシャ・テイト ×
5R終了 判定3-0（48-47、48-47、49-46）

### 各賞
ファイト・オブ・ザ・ナイト：エイドリアン・ヤネス vs. デイビー・グラント
パフォーマンス・オブ・ザ・ナイト：タイラ・サントス
各選手にはボーナスとして5万ドルが授与された。

### カード変更
負傷などによるカードの変更は以下の通り。